# Messier 71
Messier 71 (M71 o NGC 6838) és un cúmul globular situat a la constel·lació de la Sageta. Va ser descobert per Philippe Loys de Chéseaux el 1745 o 1746, més tard va ser redescobert independentment per Johann Gottfried Koehler el 1771 o el 1772, i finalment per Pierre Méchain el 28 de juny de 1780. Charles Messier el va incloure al seu catàleg després d'haver-lo observat el 4 d'octubre de 1780. William Herschel va ser el primer a poder resoldre-hi estrelles el 1783.
M71 està situat a uns 13.000 anys llum de la Terra, té una extensió d'uns 27 anys llum. Al cúmul s'hi han observat sis estrelles gegants de tipus M i només una desena d'estrelles variables, entre elles Z Sagittae, cap d'elles del tipus RR Lyrae, cosa força inusual en un cúmul globular, i juntament amb el fet que presenta una alta metal·licitat, fins al 1970 s'havia pensat que M71 era un cúmul obert molt dens. Tanmateix, estudis fotomètrics més moderns han detectat una petita branca horitzontal en el Diagrama de Hertzsprung-Russell, una característica dels cúmuls globulars. El fet que la branca sigui tan curta explica l'absència d'estrelles de tipus RR Lyrae i és deguda a la seva relativa joventut 9-10.000 milions d'anys. Aquesta joventut explicaria el fet de la seva alta abundància de metalls en les seves estrelles. M71 té una lluminositat al voltant 13.200 sols.